# Unga kvinnor (film, 1949)
Unga kvinnor (engelska: Little Women) är en amerikansk dramafilm från 1949 i regi av Mervyn LeRoy. I huvudrollerna ses June Allyson, Margaret O'Brien, Elizabeth Taylor och Janet Leigh. 
Filmen bygger på en självbiografisk roman av Louisa May Alcott som handlar om hennes uppväxt med sina systrar under det amerikanska inbördeskriget på 1860-talet. Filmen hade svensk premiär den 2 januari 1950. 
Samma roman har även filmatiserats 1933, 1994 och 2019, samt vid ytterligare några tillfällen.

## Rollista
- June Allyson - Jo March
- Peter Lawford - Laurie Laurence
- Margaret O'Brien - Beth March
- Elizabeth Taylor - Amy March
- Janet Leigh - Meg March
- Rossano Brazzi - Professor Bhaer
- Mary Astor - Marmee March
- Lucile Watson - Tant March
- C. Aubrey Smith - Herr James Laurence
- Elizabeth Patterson - Hannah
- Leon Ames - Herr March
- Harry Davenport - Dr. Barnes